# راي سلون بريدن
راي سلون بريدن (بالإنجليزية: Rae Sloan Bredin)‏ هو فنان ومدرس ورسام أمريكي، ولد في 9 سبتمبر 1880 في بتلر في الولايات المتحدة، وتوفي في 16 يوليو 1933 في فيلادلفيا في الولايات المتحدة.